# Маркина, Наталья Ивановна
Наталья Ивановна Маркина (род. 19 марта 1947; Дрезна, Орехово-Зуевский район, Московская область, РСФСР, СССР) — советская и российская актриса театра и кино.

## Биография
Родилась 19 марта 1947 года в городе Дрезна Орехо-Зуевского района Московской области.
Росла артистическим ребёнком, с детства училась играть на аккордеоне, затем после выступления перед зрителями со скетчами, у девушки появился интерес к театру. В возрасте 14 лет Маркина стала посещать театрально-молодёжную студию под руководством В. Гавришева при Клубе имени Волкова. Позже перешла Маркина в театральную студию под руководством Л. С. Каринской. После того, как девушка прошла актёрский факультет Театрального училища им. Б. В. Щукина, попала на курс М. Р. Тер–Захаровой.
Служила Московскому драматическому театру имени Н. В. Гоголя. В 1970 году получила диплом актрисы драмы и театра. Последние годы служит церкви, поёт в церковном хоре, много времени отдаёт службе. 

### Личная жизнь
Была замужем за Евгением Чирковым, который являлся художником-рестовратором. Умер в 2013 году.

## Фильмография
- 1967 — Они живут рядом — работница почты, подруга Зойки
- 1969 — Последние каникулы — Лена, рабочая в рыбсовхозе
- 1970 — Два дня чудес — фея Ромашка
- 1972 — На Севере, на Юге, на Востоке, на Западе — девушка/участие
- 1972 — Страдания молодого Геркулесова — Наташа
- 1973 — Дела сердечные — медсестра
- 1973 — Улица без конца — Наташа, жена Виктора
- 1974 — Личная жизнь — Зоя
- 1975 — Бриллианты для диктатуры пролетариата — Нина Кривошеина
- 1975 — Факт биографии — Зоя Савельева
- 1976 — Дума о Ковпаке (3 фильм) — Аня Пирожкова
- 1980 — Второе рождение — продавщица Леночка
- 1981 — Государственная граница (2 фильм) — Люся
- 1981 — Фитиль (серия № 229) — участие
- 1982 — Старым казачьим способом — Евдокия Осетрова
- 1983 — Безобразная Эльза — участие
- 1984 — Что у Сеньки было — продавщица Нюра
- 2002 — Чёрный мяч — болельщица
- 2008 — Трюкачи (2 фильм) — женщина в окне — эпизод
- 2011 — А счастье где-то рядом — участие

## Оценочные мнения
По мнению киноведа Алексея Тремасова, в своё время актриса играла небольшие роли девушек с характером, темпераментных, способных на решительные поступки. Также киновед подметил, что один из режиссёров оценил разносторонний талант будучи молодой актрисы и охотно занимал её в своих репертуарах.